# Jubilee Edition
Jubilee Edition è un'antologia del compositore tedesco Klaus Schulze, pubblicata nel 1997.
Così come i precedenti Silver Edition e Historic Edition, Jubilee Edition contiene brani inediti del musicista, per l'esattezza tutti quelli scartati dai suoi album precedenti. Nonostante la sua lunghissima durata (1947 minuti), questo fu il cofanetto di maggior successo del compositore fino a quel momento pubblicato.
Tutti i brani di Jubilee Edition vennero più tardi raccolti in The Ultimate Edition.

## Tracce
Tutte le tracce sono state composte da Klaus Schulze.

### Disco 1 (Tradition & Vision)
1. Tradition and Vision – 78:45

### Disco 2 (Avec Arthur)
1. Re: People I Know – 40:19
2. Avec Arthur – 37:29

Durata totale: 77:48

### Disco 3 (Budapest)
1. Ludwig Revisited – 21:27
2. Peg Leg Dance – 39:18
3. Die spirituelle Kraft des Augenblicks – 15:30

Durata totale: 76:15

### Disco 4 (Borrowed Time)
1. Borrowed Time – 77:12

### Disco 5 (Opera Trance)
1. Opera Trance – 79:17

### Disco 6 (Real Colours)
1. The Real Colours in the Darkness – 11:59
2. Hitchcock Suite – 40:05
3. Wann soll man springen? – 15:05

Durata totale: 67:09

### Disco 7 (Cyborgs Faust)
1. Cyborgs Traum – 39:11
2. Ballet pour le Docteur Faustus – 38:17

Durata totale: 77:28

### Disco 8 (Vie de Rêve)
1. Vie de rêve – 48:52
2. L'affaire Tournesol – 19:34
3. There was Greatness in the Room (Fragment) – 8:29

Durata totale: 76:55

### Disco 9 (Der Welt Lauf)
1. Goodwill – 13:01
2. Whales – 19:49
3. Experimentelle Bagatelle – 4:06
4. Der Welt Lauf – 41:50

Durata totale: 78:46

### Disco 10 (Die Kunst)
1. Tag des offenen Denkmals – 0:29
2. Les jockeys camouflés – 7:59
3. Die Kunst, hundert Jahre alt zu werden – 64:05
4. Interview with KS in 1982 – 6:00

Durata totale: 78:33

### Disco 11 (Olé!)
1. Olé! – 16:27
2. Habla Español? – 17:23
3. Gaudi Gaudi – 23:07
4. Keep Up With the Times – 16:08
5. Fear at Madame Tussaud's" – 6:19

Durata totale: 79:24

### Disco 12 (Titanensee)
1. Titanensee – 27:05
2. Land der leeren Häuser – 11:11
3. Studies for Organ, Keyboard and Drumset – 14:47
4. North of the Yukon – 20:39
5. I Remember Rahsaan – 5:20

Durata totale: 79:02

### Disco 13 (Angry Moog)
1. Angry Young Moog – 8:01
2. Kosmisches Gleiteisen – 3:41
3. Operatic March – 3:40
4. Kosmisches Gleiteisen, pt. 2 – 1:54
5. Angry Young Moog, pt. 2 – 13:11
6. Das große Identifikationsspiel – 41:55
7. Kurzes Stück im alten Stil – 7:00

Durata totale: 79:22

### Disco 14 (Die Erde ist Rund)
1. The Oberhausen Tape – 22:58
2. The Other Oberhausen Tape – 22:00
3. Die Erde ist rund – 11:52
4. Shadow Piece – 13:08
5. German Interview with KS in 1984 – 7:11

Durata totale: 77:09

### Disco 15 (Deutsch)
1. Unheilbar Deutsch – 53:49
2. Just Skins – 34:37

Durata totale: 88:26

### Disco 16 (Unplugged)
1. Nightwind – 16:12
2. Minuet – 11:36
3. Signs of Dawn – 22:35
4. Phonetisches Plakat – 7:21
5. Study for Brian Eno – 7:17
6. Study for Philip K. Dick – 8:28
7. German Interview with KS in 1979 – 2:27

Durata totale: 75:56

### Disco 17 (Mostly Bruxelles)
1. Dans un jardin – 39:58
2. Faster Than Lightning – 29:50
3. Study for Terry Riley – 5:07

Durata totale: 74:55

### Disco 18 (À La Mode?)
1. Verblüffe sie! – 34:18
2. Seltsam Statisch – 21:28
3. Kompromisslose Invention – 15:44
4. Maxxi – 7:43

Durata totale: 79:13

### Disco 19 (New Style)
1. Ein ruhiger Nachmittag – 31:20
2. The Unspoken Thing – 36:43
3. Suite Nr. 3, D-Dur, 2. Satz "Air" (Bach) – 8:01

Durata totale: 76:04

### Disco 20 (Interessant)
1. National Radio Waves – 53:00
2. The Midas Touch – 20:06
3. German Interview with KS in 1984 – 3:59

Durata totale: 77:05

### Disco 21 (Walk the Edge)
1. Walk the Edge – 46:25
2. Ludwigs Traum – 29:32

Durata totale: 75:57

### Disco 22 (Höchamtliche Sounds)
1. The Martial Law – 31:16
2. Blaue Stunde – 37:48
3. A Quick One – 3:49
4. Count Me In – 4:01

Durata totale: 76:54

### Disco 23 (Planetarium London)
1. Der Ursprung der Welt – 26:24
2. Midnight at Madame Tussaud's – 16:17
3. Totally Wired – 34:00

Durata totale: 76:41

### Disco 24 (Stahlsinfonie)
1. Linzer Stahlsinfonie – 59:58
2. Bona Fide – 14:29

Durata totale: 74:27

### Disco 25 (Nuff said!)
1. Nuff" said! – 79:06